# Counterfeit (filme)
Counterfeit é um filme de drama mudo norte-americano, dirigido por George Fitzmaurice. Lançado em 1919, foi protagonizado por Elsie Ferguson. É um filme perdido.

## Elenco
- Elsie Ferguson - Virginia Griswold
- David Powell - Stuart Kent
- Helen Montrose - Sra. Palmer
- Charles Kent - Coronel Harrington
- Charles K. Gerard - Vincent Cortez
- Ida Waterman - Sra. Griswold